# Saint Pelade
Pelade ( ? - 6 janvier 523) est un saint chrétien. Il fut évêque d'Embrun au début du VIe siècle.

## Biographie
Palladius, ou Pallade, ou Pelade est issu d'une famille embrunaise de haut rang. Élève de Catulin, l'évêque d'Embrun, il le suit dans son exil à Vienne lors de son conflit avec les ariens et le roi Sigismond,. En 518, à la mort de Catulin, Pelade lui succède. L'hagiographie voit dans l'évêque Pelade un saint éminent, qui « donnait l'exemple de toutes les vertus », « jouissait du privilège de converser avec les anges », possédait le don de prophétie. On lui doit la construction de nombreuses églises, à Embrun, la Roche-de-Rame, Chorges, le Sauze, et même Marseille.
Il décède le 6 janvier 523.

## Dévotion
Vénéré de son vivant, il fait rapidement l'objet d'un culte. Déclaré « saint » par l’Église catholique, il est célébré le 21 juin, sauf dans le diocèse de Gap et Embrun, où il est célébré le 7 janvier.
Ses reliques ont été volées par un moine bénédictin espagnol, et déposées par lui un 21 juin au monastère Saint-Pierre de Camprodon (Catalogne). En octobre 1470, la ville de Camprodon est saccagée par  les troupes du roi de France, qui dérobent les reliques. En 1475, le capitaine qui avait dérobé les reliques les rend aux moines de Camprodon. Quelques années plus tard, lors d'un nouveau pillage de la ville par les troupes de Charles VII, Jean Richer, natif de Montgardin, village qui relève de l'autorité de l'archevêché d'Embrun, met en sécurité les reliques du saint, puis les restitue aux habitants de Camprodon, mais garde en paiement un bras du saint, qu'il rapporte à Montgardin. En 1764, le seigneur de Montgardin Charles de Revillasc cède au chapitre d'Embrun la moitié du bras. 
Les autres reliques sont actuellement dans l'église Sainte-Marie de Camprodon,, où Pelade, sous le nom de Patllari, est fêté le 21 juin.
Pelade est le saint patron de l'église de Montgardin.
L'église de Réallon (Hautes-Alpes) lui est dédiée.